# Ski-Club Arlberg
Der im Jahr 1901 gegründete Ski-Club Arlberg ist der erste österreichische Wintersport-Club und einer der ältesten der Welt.

## Geschichte

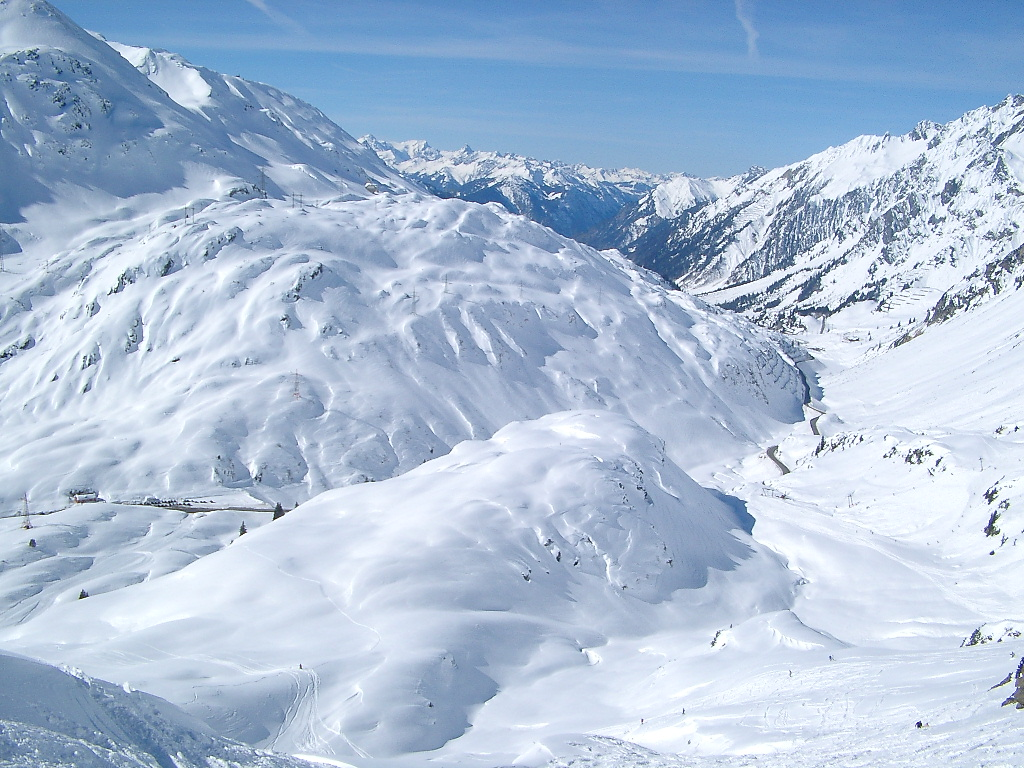
St. Anton – Blick auf die Tiefschneehänge von St. Christoph

Der Ski-Club wurde am 3. Jänner 1901 im Hospiz St. Christoph am Arlberg in der Gemeinde St. Anton am Arlberg gegründet. Die Gründungsmitglieder waren neben dem Hospizwirt Oswald Trojer und seiner Tochter Liesel der Dorfarzt Adolf Rybizka, die Hoteliersbrüder Carl Schuler und Adolf Schuler, sowie die Herren Josef Schneider, Ferdinand Beil und F. Gerstel. Die sechs Freunde machten sich am 3. Jänner 1901 im frischen Pulverschnee auf den Weg von St. Anton nach St. Christoph – in Loden, auf einfachen Brettern mit schweren Stiefeln an den Füßen und den Einstock in der Hand.
Im Hotel Hospiz auf 1800 Metern legten sie eine Pause ein, an deren Ende eine Idee stand: die Gründung des Ski-Club Arlberg. Noch heute kann man im Gästebuch des Hospiz den Eintrag des Gründungsmitglieds und Gemeinderats Adolf Rybizka nachlesen:

„Durch die Natur entzückt, durch den Sport begeistert, durchdrungen von der Notwendigkeit am Arlberg einen bescheidenen Sammelpunkt für die Freunde dieses edlen Vergnügens zu schaffen, fühlen sich die ex tempore (unvorbereiteten) Ausflügler bewogen, den Skiclub Arlberg zu gründen.“

Den Eintrag hatten die Gründungsmitglieder Carl und Adolf Schuler, Adolf Rybizka, Oswald Trojer, Josef Schneider, Ferdinand Beil, F. Gerstel und Liesl Trojer unterschrieben. 1903, zwei Jahre später, konnte das 100. Vereinsmitglied begrüßt werden.
Bereits drei Jahre nach Gründung des Skiclubs, am 5. und 6. Januar 1904, führte der Club das 1. Allgemeine Skirennen durch. So etwas hatte es bis dahin in der Alpenwelt noch nicht gegeben. Die Strecke für diesen Fernlauf war genau ausgearbeitet und führte von der Ulmer Hütte über den Schindlerferner zum Arlensattel, dann auf den Galzig, von dort hinunter nach St. Christoph und schließlich weiter nach St. Anton. Heute ist es kaum mehr vorstellbar, welche Höchstleistung den Teilnehmern damals abverlangt wurde. Mit schwerstem Sportgerät ackerten sich die Wettkämpfer durch den tiefen Schnee – Seilbahnen, Lifte und präparierte Pisten gab es zu Beginn des 20. Jahrhunderts noch nicht.
Außerdem errichteten die Clubmitglieder am Arlberg, auf einer Höhe von 1800 m eine Hütte, die einige einfachste Übernachtungs- und Verpflegungsmöglichkeiten bot. Im Februar 1990 zerstörte eine Lawine diese Hütte, der Vorstand beschloss jedoch einen Neubau. Dieser begann 1991 und das Clubhaus konnte am 10. September 1993 eingeweiht werden. Hier können Wanderer, Skiläufer und andere Personen wieder übernachten (23 Schlafstätten als Matratzenlager) und eine Jause einnehmen.
Der Club hat in seiner mehr als hundertjährigen Geschichte nicht nur zahlreiche Top-Athleten hervorgebracht, sondern auch Meilensteine für den alpinen Skisport gesetzt. So war der SCA Mitbegründer des Tiroler sowie des Deutschen und Österreichischen Skiverbandes. Im Jahre 1928 veranstaltete der SCA das 1. Arlberg-Kandahar-Rennen, das heute noch, neben in St. Anton am Arlberg von weiteren Alpenorten als Weltcup-Rennen gefahren wird. Und nicht zuletzt hat der in Stuben geborene Hannes Schneider mit der „Erfindung“ der Arlberg-Technik und der Gründung der ersten Skischule neue Impulse gesetzt. Die Arlberg-Technik, auch als Stemmbogen bekannt, gilt als Vorläufer des Parallelschwungs.
Mehr als 100 Jahre später ist der Ski-Club Arlberg einer der größten Europas und wohl auch der traditionsreichste der Welt. Mit der Einbindung der Orte Lech, Zürs, Stuben, St. Christoph und St. Anton gehören ihm im Jahr 2018 bereits 8804 Mitglieder aus 57 Ländern an.

## Historisches Clubzeichen
Seit der Gründung des Ski-Clubs Arlberg hat sich im Laufe der mehr als 100 Jahre vieles verändert, geblieben ist das Clubzeichen und Emblem der Kaderschmiede, und zwar so, wie es der Medizinstudent Fritz Gerstel vor 100 Jahren entworfen hat: ein Kreis mit zwei gekreuzten Skiern und einem Skistock, der auf die Einstocktechnik hinweist. Als plastische Darstellung findet sich das Signet auch an der Fassade der Berghütte.

## Struktur
Der Club umfasst die Gemeindebereiche von St. Anton am Arlberg mit St. Jakob und St. Christoph, Lech und Zürs, sowie Stuben. Der Ski-Club Arlberg ist ordentliches Mitglied im Tiroler Skiverband (TSV) und ist gleichzeitig mit seinem auf Vorarlberger Gebiet liegenden Vereinskörper ordentliches Mitglied im Vorarlberger Skiverband (VSV). Die Tätigkeit des SCA erstreckt sich auf das gesamte Arlberggebiet und ist in vier Ortsgruppen gegliedert, dem jeweils ein Obmann vorsteht.
Die Leitung des Vereins obliegt dem Vorstand. Er besteht aus (Stand vom Jahr 2010):
| - Präsident, seit 2005 Josef Chodakowsky - Vizepräsident Stefan Jochum aus Lech - Kassier Gerhard Eichhorn aus St. Anton | - Schriftführerin Wilma Himmelfreundpointner aus St. Anton - SCA-Obmann St. Anton am Arlberg Peter Mall - SCA-Obmann Lech Patrick Ortlieb - SCA-Obmann Zürs Manfred Strolz | - SCA-Obmann Stuben Franz-Josef Mathies - Jugendwart Lech Daniel Huber - Jugendwart St. Anton am Arlberg Manfred Tomelitsch |

## Jugendförderung
Mit seiner über 100-jährigen Tradition legt der SCA besonderes Augenmerk auf die Nachwuchsförderung. Im gesamten Arlberg-Gebiet werden mehr als 150 Kinder von erfolgreichen und bestens ausgebildeten Trainern betreut und trainiert. Das Ziel ist klar fixiert: Die Jugend des Arlbergs soll eine umfassende und fundierte Ausbildung im Schneesport erhalten, denn der Skilauf ist eine der wichtigsten Komponenten des Arlbergs.

## Gewinner bei Welt-Ski-Veranstaltungen seit 1936

### Olympiasieger des SCA
| Olympische Winterspiele – Goldmedaillen - Trude Jochum-Beiser, 1948 St. Moritz, Kombination - Trude Jochum-Beiser, 1952 Oslo, Abfahrt - Othmar Schneider, 1952 Oslo, Slalom - Egon Zimmermann, 1964 Innsbruck, Abfahrt - Patrick Ortlieb, 1992 Albertville, Abfahrt - Mario Matt, 2014 Sotschi, Slalom | Olympische Winterspiele – Silbermedaillen - Trude Jochum-Beiser, 1948 St. Moritz, Abfahrt - Franz Gabl, 1948 St. Moritz, Abfahrt - Othmar Schneider, 1952 Oslo, Abfahrt - Edith Zimmermann, 1964 Innsbruck, Abfahrt - Karl Schranz, 1964 Innsbruck, Riesentorlauf - Gerhard Nenning, 1964 Innsbruck, Kombination Olympische Winterspiele – Bronzemedaillen - Resi Hammerer, 1948 St. Moritz, Abfahrt - Toni Spiss, 1952 Oslo, Riesentorlauf - Edith Zimmermann, 1964 Innsbruck, Kombination | Paralympische Winterspiele - Goldmedaille – Helmut Falch, 1984 Innsbruck, Abfahrt, Slalom, Kombination, Riesenslalom - Silbermedaille – Martin Falch, 2002 Salt Lake City, Slalom Special Olympics - Goldmedaille – Bettina Eiter, 2008 Innsbruck, Slalom - Silbermedaille – Bettina Eiter, 2008 Innsbruck, Abfahrt |

### Weltmeister aus dem SCA
| Weltmeisterschaften – Goldmedaille - Rudi Matt, 1936 Innsbruck, Slalom - Pepi Jennewein, 1939 Zakopane, Kombination - Albert Pfeifer, 1941 Slalom - Trude Jochum-Beiser, 1950 Aspen, Abfahrt - Karl Schranz, 1962 Chamonix, Abfahrt, Kombination - Egon Zimmermann, 1962 Chamonix, Riesentorlauf - Marianne Jahn, 1962 Chamonix, Riesentorlauf, Slalom - Karl Schranz, 1970 Gröden, Riesentorlauf - Patrick Ortlieb, 1996 Sierra Nevada, Abfahrt - Mario Matt, 2001 St. Anton, Slalom - Mario Matt, 2007 Aare, Slalom - Mario Matt, 2007 Aare, Teambewerb | Weltmeisterschaften – Silbermedaille - Willi Walch, 1937 Chamonix, Slalom - Willi Walch, 1939 Zakopane, Kombination - Pepi Jennewein, 1939 Zakopane, Abfahrt, Slalom - Trude Jochum-Beiser, 1950 Aspen, Riesentorlauf - Martin Strolz, 1954 Aare, Abfahrt - Gerhard Nenning, 1962 Chamonix, Kombination - Karl Schranz, 1962 Chamonix, Riesentorlauf - Marianne Jahn, 1962 Chamonix, Kombination - Heidi Zimmermann, 1966 Portillo, Riesentorlauf - Karl Cordin, 1970 Gröden, Abfahrt - Mario Matt, 2001 St. Anton, Kombination Weltmeisterschaften – Bronzemedaille - Willi Walch, 1939 Zakopane, Slalom - Toni Spiss, 1954 Aare, Slalom - Egon Zimmermann, 1962 Chamonix, Abfahrt - Gerhard Nenning, 1962 Chamonix, Slalom - Heidi Zimmermann, 1966 Portillo, Kombination - Karl Schranz, 1966 Portillo, Riesentorlauf | Junioren-Weltmeisterschaften – Silbermedaille - Mario Matt, 1998 Haute-Savoie, Slalom - Mario Matt, 1999 Pra Loup, Kombination - Andreas Strolz, 2008 Zakopane, Nordisch Junioren-Weltmeisterschaften – Bronzemedaille - Patrick Ortlieb, 1985 Jasná, Abfahrt - Roman Siess, 1986 Bad Kleinkirchheim, Abfahrt - Andreas Strolz, 2008 Zakopane, Nordisch Versehrten Weltmeisterschaften - Silbermedaille – Martin Falch, 2004 Wildschönau, Slalom |

### Weitere bedeutende Wintersport-Veranstaltungen mit Gewinnern aus dem SCA
Freeride World-Tour
- Nadine Wallner, 2013 Freeride World Tour Goldmedaille
- Lorraine Huber, 2017 Freeride World Tour Goldmedaille

## Rennsportler
International erfolgreiche Rennläufer, auf Medaillenrängen bei Weltcuprennen oder den Olympischen Winterspielen aus den Reihen des SCA sind u. a.:
– Sortierung alphabetisch nach Nachnamen –
| - Karl Cordin - Bettina Eiter - Helmut Falch - Martin Falch - Gertrud Gabl - Franz Gabl - Resi Hammerer - Marianne Jahn - Josef Jennewein | - Trude Jochum-Beiser - Edi Mall - Mario Matt - Rudolph Matt - Gerhard Nenning - Patrick Ortlieb - Albert Pfeifer - Hannes Schneider * | - Othmar Schneider - Karl Schranz - Toni Spiss - Martin Strolz - Willi Walch - Nadine Wallner - Edith Zimmermann - Egon Zimmermann - Heidi Zimmermann |

## Präsidenten
| - 1901–1905 Carl Franz Schuler - 1905–1906 Adolf Gerstel - 1906–1910 Rudolf Gomperz - 1910–1915 Bernhard Trier - 1921–1929 Walter Schuler - 1929–1938 Hannes Schneider | - 1938–1941 Hubert Salcher - 1941–1945 Karl Moser - 1945–1951 Hermann Schuler - 1951–1983 Rudi Matt - 1983–1985 Karl Schranz - 1985–1990 Franz Fahrner | - 1991–1992 Franz Hoppichler - 1992–1995 Herbert Sprenger - 1995–2002 Reinhard Hauser - 2002–2005 Karl Schranz - seit 2005 Josef Chodakowsky |